# Xã Republic, Michigan
Xã Republic (tiếng Anh: Republic Township) là một xã thuộc quận Marquette, tiểu bang Michigan, Hoa Kỳ. Năm 2010, dân số của xã này là 1.060 người.